# District de Sommières
Le district de Sommières est une ancienne division territoriale française du département du Gard de 1790 à 1795.
Il était composé des cantons de Sommières, Aigues Vives, Calvisson, Quissac et Saint Mamert.